# Serge Quesnel
Pour les articles homonymes, voir Quesnel.
Serge Quesnel (né vers 1970) est un tueur à gages canadien, auteur de cinq  meurtres, qui a défrayé la chronique judiciaire en témoignant contre les membres du gang des Hells Angels auquel il appartenait.

## Biographie
Ayant fait ses premières armes dans les rues de Québec, Serge Quesnel n’était connu des policiers que pour des activités criminelles individuelles et de peu d’importance. C’est au cours d’un séjour au pénitencier fédéral de Donnacona, en 1993, qu’il fera ses premiers pas dans le giron des Hell’s Angels de Trois-Rivières. Selon ce qu’il affirme dans son livre, il fut initialement recruté, directement au pénitencier, par le criminaliste, Martin Tremblay.
Quesnel aurait été enrôlé afin de prendre en charge les basses besognes du groupe, en tant que tueur à gages.
En 1995, les autorités policières ont signé avec Quesnel, un contrat de dénonciation qui était à l'époque le plus lucratif de l’histoire du Québec. Ce contrat a tourné au scandale lorsque les médias ont étalé des photos, prises par la femme de Quesnel, qui étaient éloquentes sur la consommation de drogues, de boissons alcoolisées et de cigares à cinquante dollars l’unité, le tout défrayé à même les fonds de la Sûreté du Québec.
Les résultats des dénonciations de Quesnel furent quelque peu mitigés. Certains des accusés furent acquittés alors que d’autres ont choisi de plaider coupable.
Quesnel, comme bien d’autres dénonciateurs, purgera l’entièreté de sa peine dans un établissement de détention provincial. Il écrira, en collaboration avec l’auteur Pierre Martineau, ce qui se veut être une biographie, assez imagée et explicite.
En 2004, Quesnel intentera une action judiciaire contre les autorités policières qui, selon les allégués énoncés dans sa requête, n’ont pas respecté les engagements contractuels. De plus, l'action judiciaire réclame des dommages psychologiques liés, notamment, à ses conditions de détention.
En 2006, il aura recours à une procédure d’habeas corpus, qui fut entendu à Québec et rejeté par le juge Deblois. Cependant, son codétenu, qui tenta la même démarche, sera entendu par le juge Fraser-Martin qui reconnut l’illégalité des conditions de détention dans lesquelles il se trouvait, ainsi que l’illégalité du processus de remise en liberté des dénonciateurs. Malgré un appel interjeté par les autorités, le jugement rendu par le juge Fraser-Martin se verra confirmé unanimement en appel.